# On the Road (Bobby Solo)
On the Road è un CD promozionale di Bobby Solo, EDITO dalla Ariel Edizioni Discografiche di Forlì nel 2009.
Il CD, stampato e messo a disposizione esclusivamente per i network radiofonici, segna il ritorno dell'interprete al genere Rock and roll.
La versione digitale del disco è disponibile tramite download a pagamento su iTunes.
I brani sono stati composti dallo stesso cantante, il cui vero nome è Roberto Satti, in collaborazione con tre autori specializzati nel genere musicale citato: i bolognesi Andrea Raspolini ed Andrea Zappoli e Luca Bongiorni, originario di Bellaria-Igea Marina.

## Tracce
1. On the Road (Satti - Raspolini - Bongiorni - Zappoli)
2. Ovunque sei (Satti - Raspolini - Bongiorni - Zappoli)
3. Scendi da una stella (Satti - Raspolini - Bongiorni - Zappoli)
4. La porticina (Satti - Raspolini - Bongiorni - Zappoli)
5. Ed io non vivo più (Raspolini - Bongiorni - Zappoli)